# Marcelo Ferreira
Marcelo Bastos Ferreira (Niterói, 26 de setembro de 1965) é um velejador brasileiro. Conheceu o esporte por acaso quando um amigo o chamou para velejar. Em 1988 passou um ano competindo na classe Oceano nos Estados Unidos.

## Carreira
Com uma carreira vitoriosa, teve boa parte de seus títulos como proeiro de Torben Grael. Marcelo é bicampeão olímpico, conquistando o ouro em Atlanta 1996 e Atenas 2004. Em Sydney 2000 ganhou o bronze.
Também participou das Olimpíadas de Barcelona, em 1992. Conquistou ainda dois Mundiais (1990 e 1997) e 7 Campeonatos Brasileiros (1989, 1996, 1998, 2000, 2001, 2002 e 2003). E junto com a tripulação do Brasil 1 ficou em terceiro lugar na regata volta ao mundo, a Volvo Ocean Race